# Зухвала
«Зухвала» (ісп. Mala Mala) — повнометражний американський документальний фільм таких режисерів як Антоніо Сантіні та Ден Сіклс. Цей фільм було відзнято у Пуерто-Рико.

## Сюжет
«Зухвала» — це стрічка, присвячена прагненню будь-що бути тим, ким себе відчуваєш. Це дев'ять історій про зовсім різних, але однаково сильних та сміливих людей, які живуть поза рамок суто «чоловічого» чи «жіночого».

## У ролях
- Джейсон Карріон — у ролі себе (Ейпріл Карріон),
- Саманта Клос — у ролі себе,
- Івана Фред — у ролі себе,
- Queen Bee Ho — у ролі себе,
- Пакс Молл — у ролі себе,
- Альберік Парадос — Захара Монтіере,
- Деніз «Сенді» Рівера — у ролі себе,
- Сорайя Сантьяго Соллі — у ролі себе,
- Софія Войнес — у ролі себе.

## Цікавинки
- Прем'ра фільму відбулася і в Україні, в програмі кінофестивалю «Молодість», у підпрограмі «Сонячний зайчик». Головний герой стрічки Джейсон Карріон (Ейпріл Карріон) — був на прем'єрі та виступив у Київському гей-клубі.

## Відзнаки
- Номінації у Tribeca Film Festival 2014 на нагороду за найкращий документальний фільм.